# Doradă
Dorada (Sparus aurata) este un pește care trăiește în Marea Mediterană și în unele părți costale ale Atlanticului de nord. Acest nume este asociat mai multor pești teleosteeni (cu reflexe aurii). Cel mai adesea, acesta atinge ca lungime 35 de centimetri (sau chiar și până la 70 de centimetri) și în greutate, în cazuri record, până la 17,2 kilograme. 

## Mod de viață

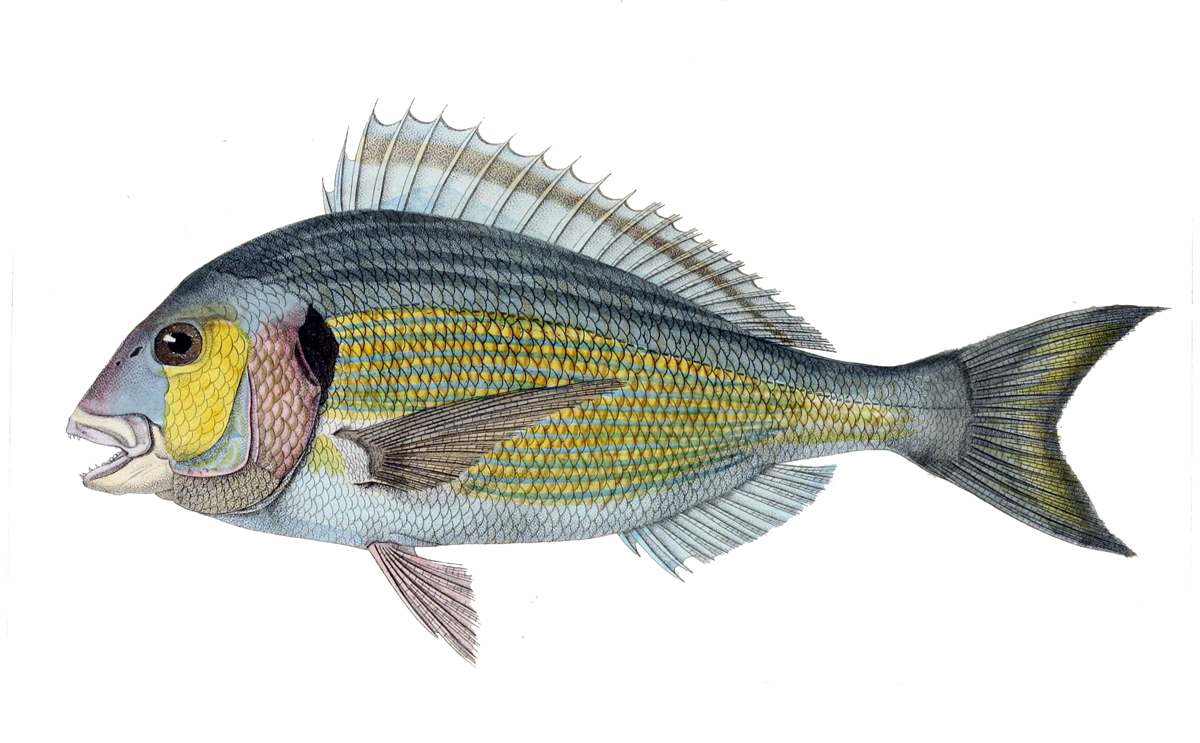
Dorada

Dorada trăiește lângă țărm la adâncimi de la 5 până la 150 m. Preferă locațiile cu fund nisipos sau de prundiș, dar poate fi întâlnită și lângă recife sau stânci. De obicei acești pești sunt solitari și activi ziua; în zonele de pescuit intens pot fi și nocturni.

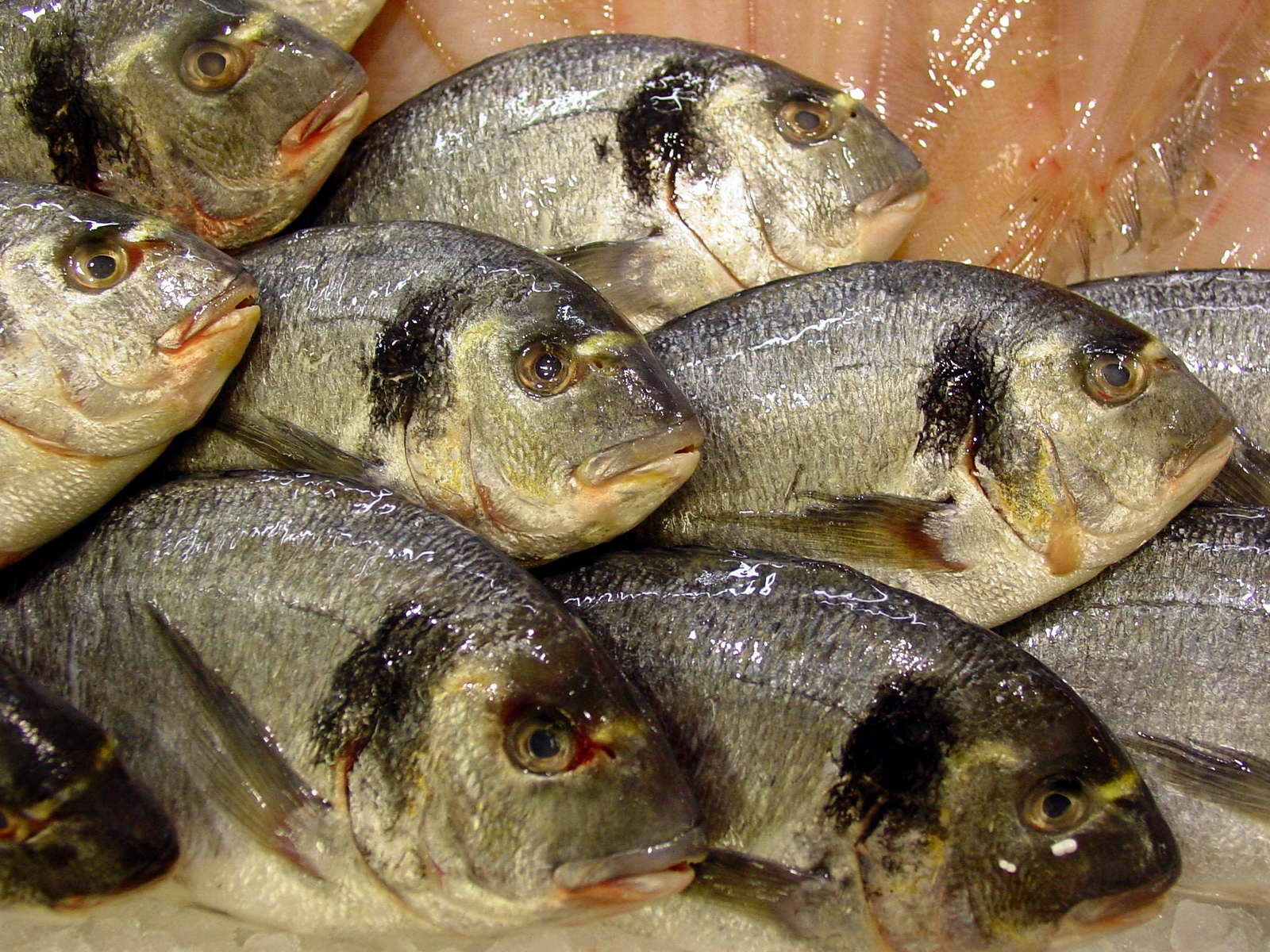
Un banc de dorade

Doradele înoată mai ales lângă fund. Spre deosebire de multe alte sparide, se tem atât de scufundători, cât și de bărci. 
O particularitate a doradelor este, că nu există indivizi pur masculini sau pur feminini. Ele sunt întotdeauna hermafrodite: până la atingerea vârstei de doi ani și lungimii de 20 – 30 cm sunt masculi, după aceea sunt femele. Această succesiune apare logică, întrucât pentru producerea spermatozoizilor mici este suficientă o masă a corpului mai redusă decât pentru producerea icrelor.

## Hrană

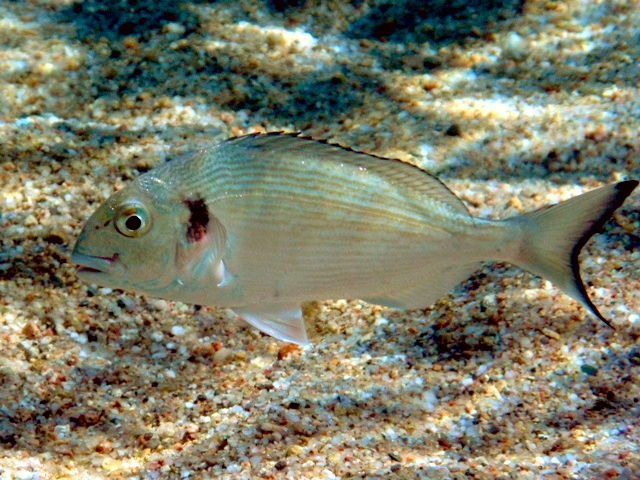
O doradă în apele Sardiniei

Dorada se hrănește cu crustacee, moluște și pești. Hrana de bază constă din scoici, melci și crabi, precum midii, langustine, crabi Scyllaridae sau Carcinus maenas, cochiliile și crustele cărora dorada le poate sparge cu ușurință. Pe lângă aceasta mănâncă calmari, sepii și pești mai mici, precum aci de mare, aterine, pești liră, sardine, sardinele și căluți de mare.

## Alimentație, pescuit și acvacultură
Dorada este un pește extrem de gustos și apreciat, care poate fi copt atât la grătar, cât și la cuptor, prăjit și înăbușit. Se prinde cu plase, traule și paragate.

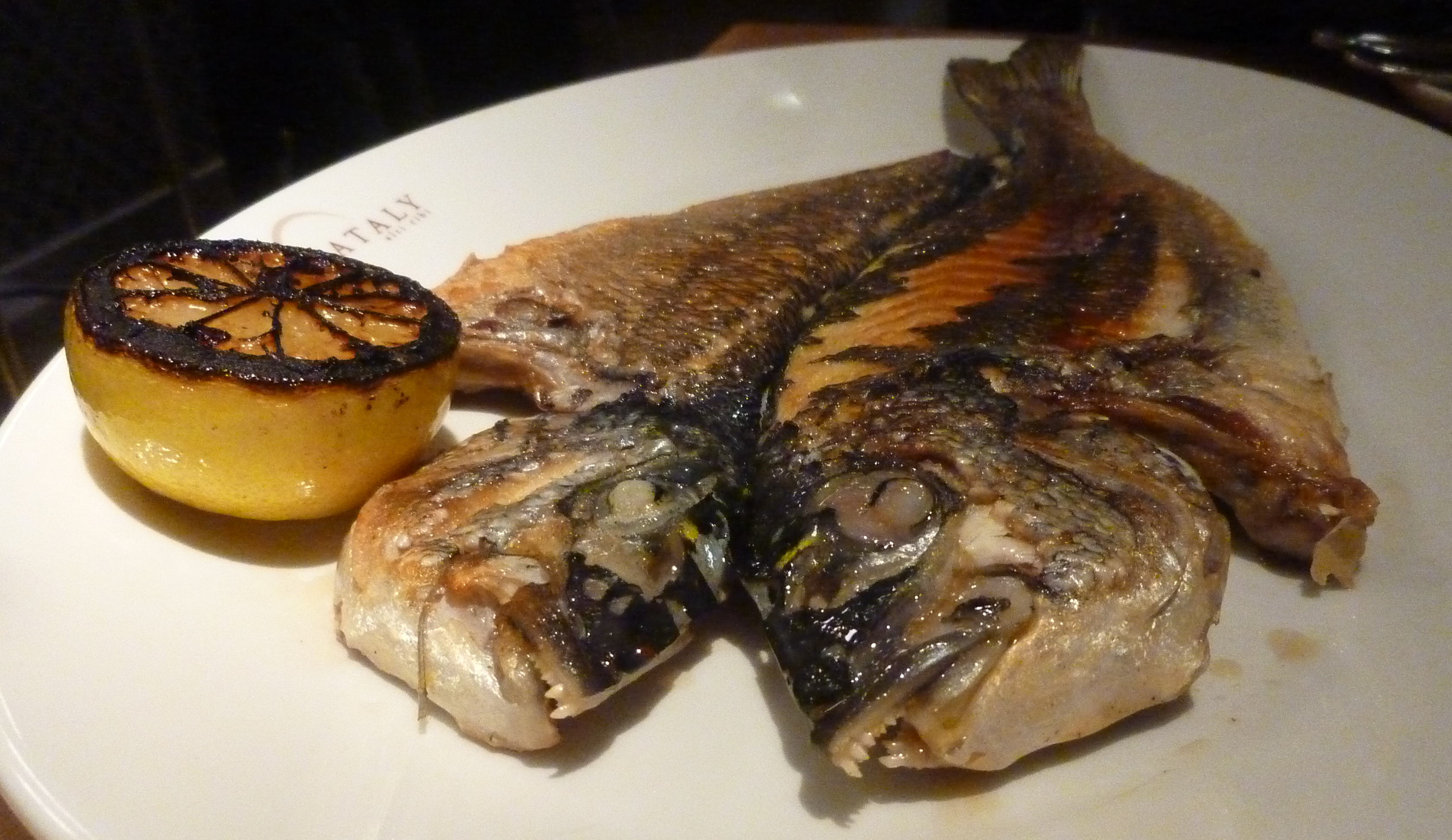
File de doradă

Dat fiind faptul că populația de doradă în sălbăticie s-a redus, aceasta este crescută pe scară largă în acvacultură. Cu toate că calitatea acestor pești nu se poate compara cu cea a peștilor sălbatici, oricum aceștia reprezintă o delicatesă. Dorada este crescută cu mult succes în Grecia, Turcia, Israel, Italia și Croația, Grecia și Croația fiind producătorii principali. 

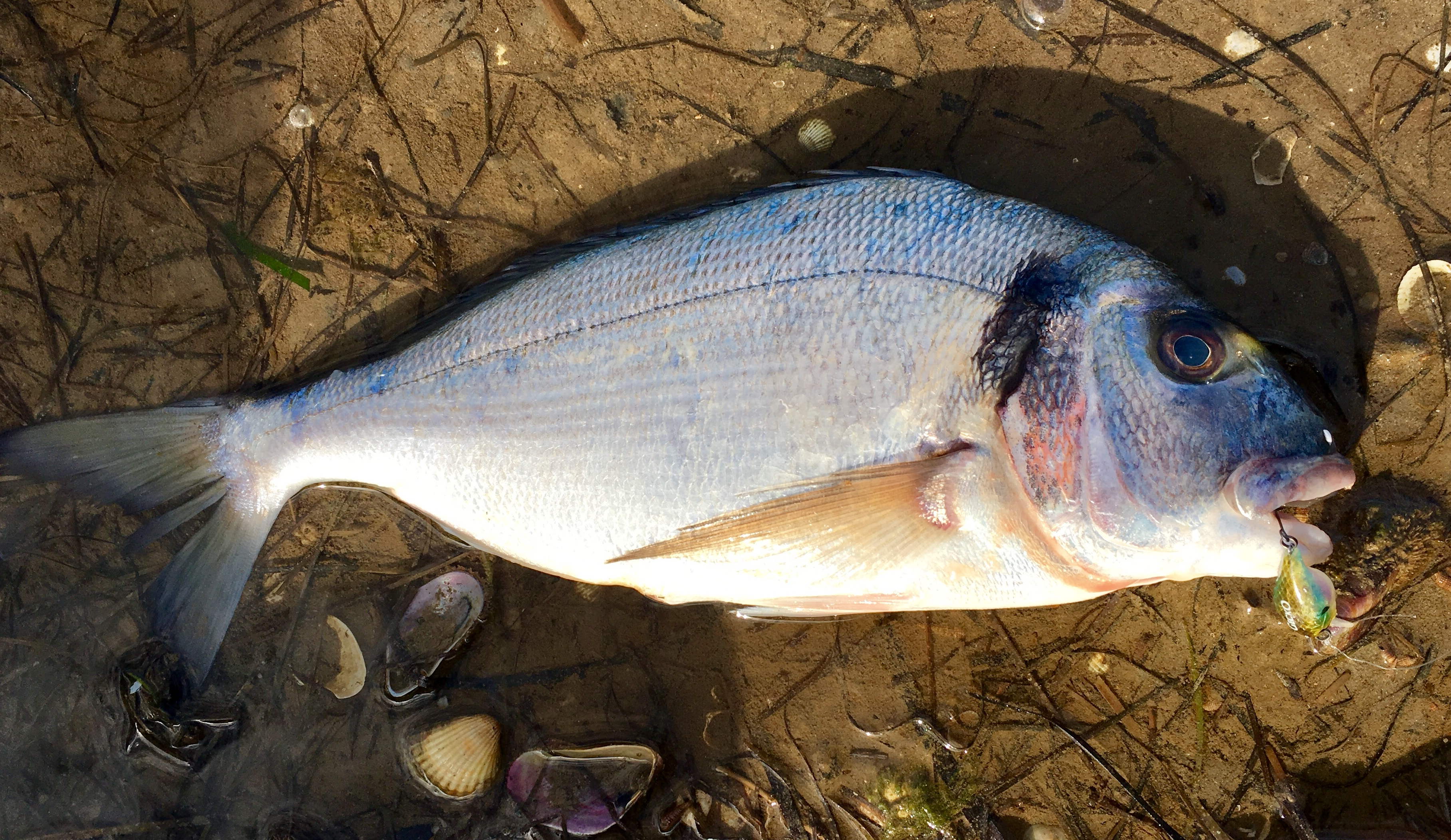
Dorada prinsă cu o nălucă

Dorada se undițează, folosindu-se ca nadă moluște, crabi și peștișori. Acest pește opune o rezistență aprigă și este considerat o captură deosebită.